# Чемпионат России по плаванию на короткой воде 2016
Чемпионат России по плаванию на короткой воде 2016 прошёл с 5 по 9 ноября в Казани, Татарстан во Дворце водных видов спорта.
Чемпионат являлся квалификационным к чемпионату мира в Уинсоре (Канада), который прошёл 6 — 13 декабря. В состав команды вошло 29 спортсменов».
В соревновании котором приняли участие около 600 спортсменов из 61 субъекта. Было установлено 3 взрослых и 18 юношеских рекордов России, 4 рекорда Европы среди юниоров.
Наивысшие результаты по таблице очков FINA показали представители команды Санкт-Петербурга Вероника Попова (944 очков на дистанции 200 м вольным стилем – 1.52,90) и Андрей Шабасов (936 очков на дистанции 100 м на спине – 50,00).
Больше всего медалей - как золотых (шесть), так и всего - семь (6+1+0) завоевала Вероника Попова. Также семь медалей (2+4+1) выиграла Розалия Насретдинова.
Первое место по количеству завоеванных медалей у команды Санкт-Петербурга – 34 (18+11+5). На втором месте команда Москвы – 30 (10+13+7), на третьем – Красноярского края - 8 (3+2+3).

## Рекорды, установленные на чемпионате
Рекорды России
1. Светлана Чимрова (Москва) – 200 м баттерфляем – финал – 2.06,21.
2. Вероника Попова (Санкт-Петербург) – 400 м вольным стилем – финал – 4.00,65.
3. Розалия Насретдинова (Москва) – 50 м вольным стилем – финал – 24,06.

Юношеские рекорды Европы
1. Даниил Пахомов (Санкт-Петербург) – 100 м комплексным – предварительный заплыв – 53,69.
2. Климент Колесников (Москва) – 100 м комплексным – полуфинал 1 – 53,64.
3. Даниил Пахомов (Санкт-Петербург) – 100 м комплексным – полуфинал 2 – 53,56.
4. Даниил Пахомов (Санкт-Петербург) – 100 м комплексным – финал – 53,22.

Юношеские рекорды России
1. Даниил Пахомов (Санкт-Петербург) – 100 м баттерфляем – полуфинал – 51,01.
2. Даниил Пахомов (Санкт-Петербург) – 100 м баттерфляем – финал – 50,87.
3. Даниил Пахомов (Санкт-Петербург) – 50 м баттерфляем – полуфинал – 23,11.
4. Даниил Пахомов (Санкт-Петербург) – 50 м баттерфляем – финал – 22,93.
5. Даниил Пахомов (Санкт-Петербург) – 100 м комплексным – предварительный заплыв – 53,69.
6. Даниил Пахомов (Санкт-Петербург) – 100 м комплексным – полуфинал 2 – 53,56.
7. Даниил Пахомов (Санкт-Петербург) – 100 м комплексным – финал – 53,22.
8. Климент Колесников (Москва) – 100 м на спине – финал – 50,90.
9. Климент Колесников (Москва) – 100 м комплексным – предварительный заплыв – 53,85.
10. Климент Колесников (Москва) – 100 м комплексным – полуфинал 1 – 53,64.
11. Климент Колесников (Москва) – 200 м на спине – предварительный заплыв – 1.52,36.
12. Климент Колесников (Москва) – 200 м на спине – финал – 1.51,72.
13. Михаил Вековищев (Калужская область) – 200 м вольным стилем – предварительный заплыв – 1.44,23.
14. Михаил Вековищев (Калужская область) – 200 м вольным стилем – финал – 1.43,58.
15. Александра Маслова (Москва) – 400 м комплексным – финал – 4.38,42.
16. Алексей Ртищев (Москва) – 400 м вольным стилем – финал – 3.44,27.
17. Ярослав Потапов (ХМАО-Югра) – 1500 м вольным стилем – финал – 14:43.70.
18. 4х100 м комбинированная эстафета – Самарская область (Пинчук Татьяна, Антоненкова Татьяна, Созонова Виктория, Чичайкина Софья) – предварительный заплыв – 4:13.96[1].

## Призёры

### Мужчины
| Дисциплины                       | Золото | Золото   | Серебро | Серебро  | Бронза | Бронза   |
| -------------------------------- | --- | -------- | --- | -------- | --- | -------- |
| 50 м вольным стилем              | Андрей Арбузов Красноярский край                                                                              | 21.39    | Евгений Седов Волгоградская область                                                                                              | 21.49    | Алексей Брянский Иркутская область                                                                                        | 21.50    |
| 100 м вольным стилем             | Никита Лобинцев Московская обл. — Свердловская обл.                                                           | 47.03    | Алексей Брянский Иркутская область                                                                                               | 47.45    | Михаил Вековищев Калужская область                                                                                        | 47.55    |
| 200 м вольным стилем             | Александр Красных Татарстан                                                                                   | 1:42.50  | Михаил Довгалюк Москва | 1:43.55  | Михаил Вековищев Калужская область                                                                                        | 1:43.58  |
| 400 м вольным стилем             | Александр Красных Татарстан                                                                                   | 3:37.87  | Вячеслав Андрусенко Санкт-Петербург                                                                                              | 3:42.56  | Александр Фёдоров Санкт-Петербург                                                                                         | 3:42.12  |
| 1500 м вольным стилем            | Ярослав Потапов ХМАО — Югра                                                                                   | 14:43.70 | Илья Дружинин ХМАО — Югра | 14:47.66 | Роман Кожевников Санкт-Петербург                                                                                          | 15:04.15 |
|                                  | |          | |          | |          |
| 50 м на спине                    | Евгений Рылов Московская область                                                                              | 23.32    | Андрей Шабасов Санкт-Петербург                                                                                                   | 23.46    | Станислав Донец Ульяновская область                                                                                       | 23.62    |
| 100 м на спине                   | Андрей Шабасов Санкт-Петербург                                                                                | 50.00    | Климент Колесников Москва | 50.90    | Никита Ульянов ХМАО — Югра                                                                                                | 51.20    |
| 200 м на спине                   | Андрей Шабасов Санкт-Петербург                                                                                | 1:50.11  | Климент Колесников Москва | 1:51.72  | Роман Ларин Пензенская область                                                                                            | 1:52.87  |
|                                  | |          | |          | |          |
| 50 м брассом                     | Кирилл Пригода Санкт-Петербург                                                                                | 26.26    | Олег Костин Нижегородская область                                                                                                | 25.47    | Андрей Николаев Калужская область                                                                                         | 26.92    |
| 100 м брассом                    | Олег Костин Нижегородская область                                                                             | 57.06    | Кирилл Пригода Санкт-Петербург                                                                                                   | 57.30    | Антон Чупков Москва | 57.53    |
| 200 м брассом                    | Антон Чупков Москва                                                                                           | 2:03.20  | Михаил Доринов Нижегородская область                                                                                             | 2:03.25  | Илья Хоменко Ростовская область                                                                                           | 2:03.87  |
|                                  | |          | |          | |          |
| 50 м баттерфляем                 | Александр Попков Санкт-Петербург                                                                              | 22.57    | Даниил Пахомов Санкт-Петербург                                                                                                   | 22.93    | Павел Пахомов Москва | 22.95    |
| 100 м баттерфляем                | Даниил Пахомов Санкт-Петербург                                                                                | 50.87    | Александр Садовников Калининградская область                                                                                     | 51.09    | Евгений Коптелов Москва                                                                                                   | 51.11    |
| 200 м баттерфляем                | Александр Харланов Пензенская область                                                                         | 1:51.16  | Николай Скворцов Калужская область                                                                                               | 1:52.11  | Александр Прибыток Санкт-Петербург                                                                                        | 1:52.38  |
|                                  | |          | |          | |          |
| 100 м комплексное плавание       | Никита Королёв Татарстан                                                                                      | 52.72    | Даниил Пахомов Санкт-Петербург                                                                                                   | 53.22    | Михаил Довгалюк Москва | 53.37    |
| 200 м комплексное плавание       | Даниил Пасынков Москва                                                                                        | 1:55.17  | Михаил Довгалюк Москва | 1:56.53  | Дмитрий Горбунов Москва                                                                                                   | 1:56.59  |
| 400 м комплексное плавание       | Даниил Пасынков Москва                                                                                        | 4:05.47  | Дмитрий Горбунов Москва | 4:07.32  | Александр Зотов Волгоградская область                                                                                     | 4:07.61  |
|                                  | |          | |          | |          |
| Эстафета 4×50 м вольным стилем   | Красноярский край Иван Рыбкин (22.28) Алексей Амосов (21.84) Никита Максимов (22.27) Андрей Арбузов (21.26)   | 1:27.65  | Москва Роман Домачук (22.53) Денис Гладченко (22.54) Артём Лобузов (22.04) Дмитрий Ермаков (22.21)                               | 1:29.02  | Санкт-Петербург Евгений Айзетуллов (22.41) Александр Андреев (22.41) Владислав Серый (22.27) Арсен Валиев (22.28)         | 1:29.37  |
| Эстафета 4×100 м вольным стилем  | Санкт-Петербург Олег Тихобаев (47.70) Евгений Лагунов (47.19) Александр Попков (47.11) Кирилл Пригода (47.81) | 3:09.71  | Москва Климент Колесников (48.72) Владислав Гринёв (47.49) Артём Лобузов (48.17) Михаил Полищук (47.48)                          | 3:11.86  | Красноярский край Иван Рыбкин (48.34) Алексей Амосов (48.74) Никита Максимов (48.44) Андрей Арбузов (46.98)               | 3:12.50  |
| Эстафета 4×200 м вольным стилем  | Москва Михаил Довгалюк (1:43.81) Артём Лобузов (1:44.98) Даниил Пасынков (1:45.43) Михаил Полищук (1:44.51)   | 6:58.73  | Санкт-Петербург Вячеслав Андрусенко (1:43.87) Елисей Степанов (1:45.05) Александр Фёдоров (1:45.99) Евгений Айзетуллов (1:46.79) | 7:01.70  | Калужская область Сергей Судаков (1:45.69) Андрей Лярский (1:48.41) Дмитрий Кузнецов (1:47.15) Михаил Вековищев (1:42.10) | 7:03.35  |
| Комбинированная эстафета 4×50 м  | Санкт-Петербург Павел Сёмочкин Фёдор Бредихин Александр Попков Евгений Лагунов                                | 1:35.15  | Новосибирская область Дмитрий Лапшин Александр Тризнов Даниил Марков Александр Клюкин                                            | 1:35.21  | Москва Никита Бодров Данила Доленко Павел Пахомов Андрей Жилкин                                                           | 1:35.28  |
| Комбинированная эстафета 4×100 м | Санкт-Петербург Андрей Шабасов (50.45) Кирилл Пригода (57.39) Даниил Пахомов (49.55) Александр Попков (47.21) | 3:24.60  | Москва Климент Колесников (50.97) Антон Чупков (57.51) Евгений Коптелов (50.98) Михаил Полищук (46.94)                           | 3:26.40  | Пензенская область Никита Третьяков (52.85) Кирилл Мордашев (59.53) Александр Харланов (50.40) Роман Ларин (48.28)        | 3:31.06  |

### Женщины
| Дисциплины                       | Золото | Золото  | Серебро | Серебро | Бронза | Бронза  |
| -------------------------------- | --- | ------- | --- | ------- | --- | ------- |
| 50 м вольным стилем              | Розалия Насретдинова Москва                                                                                            | 24.06   | Мария Каменева Оренбургская область | 24.47   | Наталья Ловцова Новосибирская область                                                                                      | 24.51   |
| 100 м вольным стилем             | Вероника Попова Санкт-Петербург                                                                                        | 53.93   | Розалия Насретдинова Москва | 53.29   | Мария Каменева Оренбургская область                                                                                        | 53.40   |
| 200 м вольным стилем             | Вероника Попова Санкт-Петербург                                                                                        | 1:52.90 | Дарья Муллакаева Пермский край | 1:56.06 | Ирина Кривоногова Самарская область                                                                                        | 1:55.14 |
| 400 м вольным стилем             | Вероника Попова Санкт-Петербург                                                                                        | 4:00.65 | Арина Опёнышева Красноярский край | 4:05.12 | Дарья Муллакаева Пермский край                                                                                             | 4:06.13 |
| 800 м вольным стилем             | Анастасия Кирпичникова Свердловская область                                                                            | 8:24.31 | Валерия Саламатина Свердловская область                                                                                                 | 8:26.62 | Варвара Симонова Пермский край                                                                                             | 8:30.44 |
|                                  | |         | |         | |         |
| 50 м на спине                    | Мария Каменева Оренбургская область                                                                                    | 26.50   | Полина Егорова Башкортостан | 26.99   | Ирина Приходько Татарстан                                                                                                  | 27.40   |
| 100 м на спине                   | Мария Каменева Оренбургская область                                                                                    | 57.80   | Дарья К. Устинова Свердловская область                                                                                                  | 58.23   | Ирина Приходько Татарстан                                                                                                  | 58.35   |
| 200 м на спине                   | Дарья К. Устинова Свердловская область                                                                                 | 2:04.46 | Анастасия Осипенко Красноярский край | 2:04.75 | Ирина Приходько Татарстан                                                                                                  | 2:04.85 |
|                                  | |         | |         | |         |
| 50 м брассом                     | Наталья Иванеева Волгоградская область                                                                                 | 29.95   | Валентина Артемьева Новосибирская область                                                                                               | 30.24   | Анна Ганус Красноярский край                                                                                               | 30.66   |
| 100 м брассом                    | Наталья Иванеева Волгоградская область                                                                                 | 1:05.56 | Алёна Ефимова ХМАО — Югра | 1:06.55 | Дарья Чикунова Санкт-Петербург                                                                                             | 1:06.72 |
| 200 м брассом                    | Мария Асташкина Пензенская область                                                                                     | 2:21.65 | Софья Андреева Санкт-Петербург | 2:22.72 | Мария Темникова Санкт-Петербург                                                                                            | 2:22.88 |
|                                  | |         | |         | |         |
| 50 м баттерфляем                 | Розалия Насретдинова Москва                                                                                            | 26.03   | Дарья Цветкова Алтайский край | 26.07   | Алина Кашинская Свердловская область                                                                                       | 26.19   |
| 100 м баттерфляем                | Светлана Чимрова Москва                                                                                                | 57.01   | Анастасия Лязева Санкт-Петербург | 57.80   | Дарья Цветкова Алтайский край                                                                                              | 58.64   |
| 200 м баттерфляем                | Светлана Чимрова Москва                                                                                                | 2:06.21 | Анастасия Гуженкова Самарская область                                                                                                   | 2:08.31 | Екатерина Львова ХМАО — Югра                                                                                               | 2:11.55 |
|                                  | |         | |         | |         |
| 100 м комплексное плавание       | Дарья Карташова Санкт-Петербург                                                                                        | 59.65   | Ирина Шваева Санкт-Петербург | 1:00.64 | Софья Сподаренко Тюменская область                                                                                         | 1:02.05 |
| 200 м комплексное плавание       | Анастасия Осипенко Красноярский край                                                                                   | 2:11.14 | Ирина Шваева Санкт-Петербург | 2:11.25 | Кристина Вершинина ХМАО — Югра                                                                                             | 2:12.49 |
| 400 м комплексное плавание       | Александра Маслова Москва                                                                                              | 4:38.42 | Варвара Симонова Пермский край | 4:39.60 | Кристина Вершинина ХМАО — Югра                                                                                             | 4:39.64 |
|                                  | |         | |         | |         |
| Эстафета 4×50 м вольным стилем   | Москва Анастасия Серпионова (25.11) Валерия Колотушкина (25.00) Полина Осипенко (25.37) Катарина Милутинович (25.39)   | 1:40.87 | Санкт-Петербург Вероника Попова (24.67) Ксения Козюк (25.46) Ирина Шваева (25.06) Анастасия Кулигина (25.91)                            | 1:41.10 | Татарстан Олеся Корчагина (25.39) Елизавета Базарова (25.32) Валерия Дудина (26.25) Лилия Гиниятуллина (25.62)             | 1:42.58 |
| Эстафета 4×100 м вольным стилем  | Санкт-Петербург Дарья С. Устинова (54.35) Дарья Карташова (53.56) Ирина Шваева (54.54) Вероника Попова (53.78)         | 3:36.23 | Москва Валерия Колотушкина (54.93) Розалия Насретдинова (53.75) Наталья Тарасова (54.44) Полина Осипенко (54.13)                        | 3:37.25 | Новосибирская область Наталья Ловцова (53.85) Кира Володина (54.46) Арина Суркова (54.76) Анастасия Меретина (56.61)       | 3:39.68 |
| Эстафета 4×200 м вольным стилем  | Санкт-Петербург Вероника Попова (1:54.69) Дарья С. Устинова (1:56.97) Юлия Сноз (1:56.62) Полина Ретюнская (1:59.54)   | 7:47.82 | Свердловская область Анастасия Кирпичникова (1:56.70) Валерия Саламатина (1:57.54) Дарья К. Устинова (1:57.33) Полина Лапшина (1:59.34) | 7:50.91 | Пермский край Дарья Муллакаева (1:56.31) Екатерина Сорокина (2:02.46) Варвара Симонова (2:01.73) Мария Баклакова (1:57.64) | 7:58.14 |
| Комбинированная эстафета 4×50 м  | Санкт-Петербург Надежда Винюкова (27.66) Мария Темникова (30.75) Екатерина Шапаникова (25.89) Анастасия Лязева (25.02) | 1:49.32 | Москва Александра Папуша (27.63) Ника Годун (30.88) Майя Митрофанова (56.67) Катарина Милутинович (52.12)                               | 1:50.30 | Новосибирская область Ангелина Елапова (29.27) Валентина Артемьева (30.30) Арина Суркова (26.09) Кира Володина (25.16)     | 1:50.82 |
| Комбинированная эстафета 4×100 м | Санкт-Петербург Надежда Винюкова (59.52) Дарья Чикунова (1:07.05) Анастасия Лязева (58.15) Вероника Попова (52.55)     | 3:57.27 | Москва Александра Папуша (59.31) Вера Калашникова (1:08.17) Светлана Чимрова (57.40) Розалия Насретдинова (52.87)                       | 3:57.75 | Красноярский край Анастасия Осипенко (59.93) Анна Ганус (1:07.10) Софья Лобова (1:00.22) Арина Опёнышева (54.01)           | 4:01.26 |

### Смешанные дисциплины
| Дисциплины                      | Золото | Золото  | Серебро | Серебро | Бронза | Бронза  |
| ------------------------------- | --- | ------- | --- | ------- | --- | ------- |
| Эстафета 4×50 м вольным стилем  | Санкт-Петербург Олег Тихобаев (21.86) Александр Попков (21.07) Дарья Карташова (24.40) Дарья С. Устинова (24.42) | 1:31.75 | Новосибирская область Александр Клюкин (21.57) Дмитрий Лапшин (22.43) Арина Суркова (24.41) Наталья Ловцова (24.07) | 1:32.48 | Москва Климент Колесников (21.90) Владислав Гринёв (21.78) Анастасия Серпионова (25.37) Розалия Насретдинова (23.63) | 1:32.68 |
| Комбинированная эстафета 4×50 м | Санкт-Петербург Андрей Шабасов (23.49) Кирилл Пригода (26.14) Анастасия Лязева (26.10) Дарья С. Устинова (24.09) | 1:39.82 | Москва Климент Колесников (23.69) Григорий Фалько (27.03) Светлана Чимрова (25.99) Розалия Насретдинова (23.76)     | 1:40.47 | Новосибирская область Дмитрий Лапшин (24.22) Сергей Гейбель (26.61) Арина Суркова (26.36) Наталья Ловцова (24.47)    | 1:41.66 |